# Championnats d'Afrique de gymnastique artistique 2023
Navigation
Le Caire 2022 Marrakech 2024
Les championnats d'Afrique de gymnastique artistique 2023 sont la 17e édition des championnats d'Afrique de gymnastique artistique. Ils se déroulent du 26 au 27 mai 2023 à Pretoria, en Afrique du Sud. Seulement 4 épreuves sont disputées lors de cette édition qualificative pour les Championnats du monde de gymnastique artistique 2023 à Anvers ; les concours généraux individuels masculin et féminin ainsi que les concours par équipes masculines et féminines.

## Podiums
| Épreuves                    | Or                                                                                         | Argent                                                                                            | Bronze                                                                     |
| --------------------------- | ------------------------------------------------------------------------------------------ | ------------------------------------------------------------------------------------------------- | -------------------------------------------------------------------------- |
| Hommes                      |                                                                                            |                                                                                                   |                                                                            |
| Concours par équipes        | Égypte Omar Mohamed Ahmed Abdelrahman Zaid Khater Mohamed Afify Abdelrahman Abdelhaleem    | Algérie Hillal Metidji H'Mida Djaber Houssem Eddine Hamadouche Bilal Bellaoui Ahmed Riadh Aliouat | Maroc Abderrazak Nasser Hamza Houssaini Achraf Quistas Abdelaziz Essamyri  |
| Concours général individuel | Omar Mohamed                                                                               | Mohamed Afify                                                                                     | Hillal Metidji                                                             |
| Femmes                      |                                                                                            |                                                                                                   |                                                                            |
| Concours par équipes        | Afrique du Sud Caleigh Anders Naveen Daries Shante Koti Garcelle Napier Caitlin Rooskrantz | Égypte Jana Abdelsalam Nada Awad Sandra Elsadek Jana Mahmoud Nancy Taman                          | Algérie Sihem Hamidi Kaylia Nemour Malek Rezagui Lahna Salem Chama Temmami |
| Concours général individuel | Kaylia Nemour                                                                              | Caitlin Rooskrantz                                                                                | Jana Abdelsalam                                                            |